# 김필 (배우)
김필(본명은 김성태, 1972년 4월 24일 ~ )은 대한민국의 배우이다

## 학력
- 백제예술전문대학 방송연예학과 졸업

## 이력
1991년 연극배우 첫 데뷔하였고 2002년 영화 피아노 치는 대통령으로 정식 영화배우 데뷔하였다.
그는 2009년에 배우 겸 가수 김혜영과 결혼하였다가 2012년에 성격 차이로 이혼하였다. 현재 <김필>이라는 예명을 쓰고 있다.

## 출연작

### 드라마
- 2007년 완벽한 이웃을 만나는 법
- 2008년 그들이 사는 세상
- 2009년 경숙이 경숙아버지
- 2019년 달리는 조사관

### 영화
- 2002년 피아노 치는 대통령
- 2003년 비디오를 보는 남자
- 2003년 이중간첩
- 2003년 아날로그의 가변성은 차라리 인간적이다
- 2004년 귀여워
- 2004년 내 머리 속의 지우개
- 2005년 종려나무 숲
- 2005년 여고괴담 4: 목소리
- 2006년 신데렐라
- 2006년 강적
- 2007년 마을금고 연쇄습격사건
- 2008년 과거를 묻지 마세요
- 2008년 오프라인
- 2009년 애자
- 2010년 춤추는 동물원
- 2010년 여의도
- 2011년 7광구
- 2012년 자칼이 온다
- 2015년 굿바이 그리고 헬로우
- 2017년 샤라센의 칼
- 2019년 롱 리브 더 킹: 목포 영웅
- 2019년 진범
- 2019년 아내를 죽였다
- 2021년 사라센의 칼
- 2022년 효자